# سلیمان‌تپه (گرگان)
سلیمان تپه، روستایی است از توابع بخش مرکزی شهرستان گرگان در استان گلستان ایران.

## جمعیت
این روستا در دهستان انجیرآب قرار داشته و براساس سرشماری سال ۱۳۸۵جمعیت آن ۳۱۹ نفر (۷۳ خانوار) بوده است.